# FactSet Research Systems
ファクトセット・リサーチ・システムズ（英文：FactSet Research Systems (NYSE: FDS、 NASDAQ: FDS) ）は、アメリカ合衆国コネチカット州ノーウォークに本社を置く、金融データ及びソフトウェア会社である。同社は、顧客サポート、導入サービス、データの提供、インデックスサービス、ポートフォリオデータの管理、及びトランザクションサービスを提供する。
ファクトセットの競合会社は、ブルームバーグ (Bloomberg L.P.) 、リフィニティブ（REFINITIV)、Capital IQである。

## 沿革

### 1977年 - 1980年：初期
ファクトセットは、1978年にHoward WilleとCharles Snyderによって設立された。二人のパートナーシップは、ウォール・ストリートの調査機関のパイオニアであるFaulkner, Dawkins & Sullivanで1977年、二人が働いていたときに始まる。
1970年代の終わりに、コンピュータの役割がより顕著になり、WilleとSnyderは、業界が変化しつつあることに気付く。ShearsonがFaulkner, Dawkins & Sullivanを買収し規模を拡大し始めたとき、WilleとSnyderはコンピュータベースの財務情報を提供する会社を自ら設立することを決める。WilleとSnyderの夢は、クライアントに直接使用可能なデータを提供することだった。

### 1981年 - 1989年：製品の成長
1980年代初頭、従業員は10人に満たなかった。 1981年、Snyderは、クライアントが直接ファクトセットのデータベースからデータをVisicalcというスプレッドシートにダウンロードする方法を開発し、データのダウンロードプロセスは劇的に改善された。
1984年、ファクトセットはスクリーニング機能を追加。1988年には、独自のスクリーニング条件をカスタマイズできる「Universal Screening™」に拡張される。1989年の「Private Database Service (PDS) 」サービスが開始される。ユーザーはPDSを使用することにより独自のデータ分析を実行し、保存・統合することができるようになった。
前会長のPhilip A. Hadleyは、1985年にコンサルタントとして入社した。

### 1990年 - 2000年：Windowsへの移行とポートフォリオ管理ツールの導入
1990年、Windows用FactSetが、販売開始。同年、同社の本社はニューヨーク市からコネチカット州グリニッジに移転された。
1993年にロンドンオフィスがヨーロッパ初めてのオフィスとしてオープンした。
1995年には、東京に初めてのアジア太平洋事務所がオープン。
1995年末時点で、同社の顧客数は400に満たなかったが、顧客リストには84社の米国トップの投資マネジャーが含まれていた。同社はまた、上場準備のため、1995年6月に社名を変更し、ファクトセット・リサーチ・システムズ社となった。同社は、FDSのティッカーで1996年にニューヨーク証券取引所に上場した。
1996年、同社はPortfolio Management Workstation（PMW）をリリースし、1年後には、Economic AnalysisとCompany Explorerのアプリケーションを販売開始した。
同製品は、1998年のDIRECTIONSインタフェースのリリースと、ウェブベースのヘルプ参照機能であるOnline Assistant®の追加によって、より機能的になった。また、1999年に24時間の電話サポートを導入した。
Willeは、2000年5月にCEO兼会長を退職。Snyderが暫定的にCEOを務めた後、同年の9月に、Hadleyが新CEO兼会長に指名された。

### 2000年 - 2009年：ポートフォリオとリアルタイム製品の微調整
2000年代初頭の新製品としては、ポートフォリオのリターン製品、SPAR（スタイル・パフォーマンス・アンド・リスク）、Data Centralアプリケーション、Marqueeが挙げられる。SPARは、ポートフォリオ・マネージャーが、リスクと自己資金のパフォーマンス分析を可能にするだけではなく、同業他社との資金比較・分析をも可能にした。Data Centralアプリケーションは、時系列の独自データを簡単に保存・作成・管理できることを可能にした。Marqueeは、個別銘柄レベルの分析とリアルタイムニュース・クオートを組み合わせて利用できる。2004年、同社のSell-Side（Dealチーム向け）のプラットフォーム、IBCentralがリリースされた。
また2004年に、同社はコネチカット州ノーウォーク に本社を移転し、3つのコネチカットオフィスをノーウォークに集約。売上高は2002年に初めて2億ドルを超え、2008年には5億ドルを突破した。
2008年、Thomson ReutersのWorldScopeのデータベースのコピーを取得。ファクトセットFundamentalsとして、開発及びマーケティングを加速させた。

### 2009年 - 2015年：インタフェースオーバーホールと継続的なデータの開発
2009年、DIRECTIONS、Marquee、IBCentralプラットフォームを１つに統合し、FactSet Workstationと呼ばれる製品をリリースした。新プラットフォームは、新しい共有のオンラインワークスペース及び高速な分析ツールと、従前のプラットフォームの特徴を兼ね備えている。
2010年1月　FirstRainが業務提携を発表。ファクトセットのクライアントは、FirstRainのウェブ・リサーチ・エンジンにアクセスが可能となると同時に、未集約のビジネス情報をオンラインで検索、フィルター、分析することが可能となった。
2010年5月　Thomson Fundamentals データベースの買収を完了。
2010年6月　アドバイザーの指導や保険商品の調査を主に行う米国拠点の市場調査会社、Market Metricsを買収。
2012年６月　リアルタイムニュース等を提供するStreeAccountを買収。
2013年　　ラインオブビジネス、産業分類のデータを提供するRevere Dataを買収。

### 2015以降
2015年９月　リサーチマネジメントテクノロジーを提供するCode Redを買収
2015年６月　マルチアセット取引執行システムを提供するPortwareを買収
2016年12月　オーダーマネジメントシステムを提供するCYMBA及び顧客レポーティングソフトウェアを提供するVermilionを買収
2017年3月　パフォーマンスとリスク分析を提供するBISAMを買収
2017年4月　Interactive Data Managed Solutionの買収によりウェルス事業の強化
2018年　上海オフィスを開業
2020年　ESGデータを提供するTruvalue Labsを買収
2021年12月　S&P500に採用される　

## 財務情報
2021年第4四半期のNon-GAAP売上高は前年同四半期の１５億ドルから6.5%増の１６億ドル。この売上増は分析ツール、コンテント・テクノロジーソリューション、ウェルスマネジメントソリューションの順調な成長によるものである。純利益は7.1%増の４億ドル。

## リーダーシップチーム
- Philip Snow - 最高経営責任者（CEO）[7]
- Kate Stepp - 最高テクノロジー責任者（CTO)
- Linda Huber - 最高財務責任者（CFO)
- Helen Shan - 最高収益責任者（CRO）
- Rachel R. Stern - 最高法務責任者（CLO)及びストラテジックリソース統括責任者
- Daniel Viens - 最高人事責任者（CHRO)

## 最近の表彰
2022年
- ベストアナリティック提供会社
- ベストクライアントアントレポーティングソリューション

- ベストオルタナティブデータ提供会社
- ESGデータ提供者オブザイヤー（アメリカ）
- プロダクトサービスオブザイヤー